# 笹田栄司
笹田 栄司（ささだ えいじ、1955年7月8日 - ）は、日本の法学者。専門は憲法学。早稲田大学政治経済学術院教授。新司法試験考査委員。

## 人物
- 長崎県出身[1]
- 1979年、九州大学法学部卒業
- 1984年、九州大学大学院法学研究科博士課程退学、九州大学法学部助手
- 1986年、法学博士（九州大学）（学位論文「『実効的権利保護』論序説」）
- 1988年、福岡教育大学教育学部助教授
- 1995年、金沢大学法学部教授
- 2002年、北海道大学大学院法学研究科教授
- 2012年、早稲田大学政治経済学術院教授　北海道大学名誉教授

## 著書

### 単著
- 『実効的基本権保障論』、信山社出版、1993年。
- 『裁判制度――やわらかな司法の試み』、信山社出版 1997年。
- 『司法の変容と憲法』、有斐閣、2008年。

### 編著
- 『司法制度の現在と未来――しなやかな紛争解決システムを目指して』、亘理格・菅原郁夫共編、信山社出版、2000年。
- 『Law Practice 憲法』、商事法務、2009年、第2版2014年。
- 『憲法の基底と憲法論――高見勝利先生古稀記念』、岡田信弘・長谷部恭男共編、信山社、2015年。

### 共著
- 『基本的人権の事件簿』、棟居快行・赤坂正浩・松井茂記・常本照樹・市川正人共著、有斐閣選書、2002年、第5版2015年。
- 『ブリッジブック憲法』、信山社出版、2002年。
- 『憲法〈1〉――総論・統治機構』、法律文化社、2002年。
- 『プロセス演習 憲法』、棟居快行・工藤達朗・小山剛・赤坂正浩・石川健治・内野正幸・大沢秀介・大津浩・駒村圭吾・宍戸常寿・鈴木秀美・畑尻剛・村田尚紀・宮地基・矢島基美・山元一共著、信山社 2004年。
- 『プロセス演習――憲法』、信山社、2004年、第4版2011年。
- 『ケースで考える憲法入門』、井上典之・大沢秀介・工藤達朗共著、有斐閣、2006年。

## 論文
- 国立情報学研究所収録論文 国立情報学研究所

## 注
1. ↑  『司法の変容と憲法』著者紹介